# Kausea Natano
Kausea Natano é um político de Tuvalu, foi Primeiro-ministro, entre 2019 e 2024. Também foi membro do Parlamento por Funafuti, tendo sido vice-primeiro-ministro e Ministro das Comunicações no gabinete de Willy Telavi.
Antes da política, Natano foi Diretor da Alfândega de Tuvalu, e também foi secretário-assistente no ministério de finanças e planejamento econômico.
Após as eleições de 2019, os membros do parlamento elegeram Natano como Primeiro-ministro por 10 votos à 6.
Natano foi eleito várias vezes para o Parlamento. Antes das eleições de 2006, foi membro da oposição, mas depois conseguiu formar uma coalizão. Foi um dos 7 membros reeleitos em 2006, quando recebeu 340 votos. Após a eleição, foi nomeado Ministro de Utilidade Públicas e Indústrias no gabinete de Apisai Ielemia. Foi reeleito em 2010, quando Telavi nomeou Natano como Ministro das Comunicações e vice-primeiro-ministro.
Após a remoção de Telavi pelo Governador-geral Sir Iakoba Italeli em 2013 no contexto de uma crise política, sem o apoio do Parlamento, Natano e o resto do Gabinete foram removidos do governo pela oposição.
Natano foi reeleito em 2015 e novamente em 2019.